# Wartenberg (Landschaftsschutzgebiet)
Das Landschaftsschutzgebiet Wartenberg ist ein mit Verordnung des Landratsamts Tuttlingen vom 10. Januar 1994 ausgewiesenes Landschaftsschutzgebiet (LSG-Nummer 3.27.067) auf dem Gebiet der Stadt Geisingen. 

## Lage und Beschreibung
Das Schutzgebiet liegt rund einen Kilometer westlich von Geisingen. Es umfasst den 845 Meter hohen, gleichnamigen Vulkanberg der Schwäbischen Alb. Das Gebiet gehört zu den Naturräumen 092-Baaralb und Oberes Donautal und 121-Baar innerhalb der naturräumlichen Haupteinheiten 09-Schwäbische Alb und 12-Gäuplatten im Neckar- und Tauberland. Das Naturschutzgebiet 3019-Unterhölzer Wald grenzt unmittelbar westlich an. Das LSG liegt vollständig im Vogelschutzgebiet Baar und im Naturpark Obere Donau. 

## Schutzzweck
Wesentlicher Schutzzweck ist die Erhaltung dieses Landschaftsteiles, der den nördlichsten Basaltkegel der Hegauvulkane umgibt, aufgrund seiner Eigenart und Schönheit sowie zur Erhaltung seines Erholungswertes für die Allgemeinheit.